# Blob (personaje)
Frederick Dukes alias Blob (conocido en España como la Mole y Bulto en algunas traducciones en Hispanoamérica) es un villano ficticio que aparece en los cómics estadounidenses publicados por Marvel Comics. El personaje generalmente se representa como un adversario de los X-Men. Un mutante originalmente representado como un monstruo gordo del circo, el Blob afirma ser inamovible cuando así lo desea. Posee una cantidad extrema de masa corporal flexible, lo que le otorga una fuerza sobrehumana. Poseyendo el comportamiento de un matón, usa principalmente sus poderes para delitos menores y como miembro de la Hermandad de Mutantes y la Fuerza Libertad.
Blob hizo su debut cinematográfico en 2009 haciendo un cameo en X-Men Origins: Wolverine, luchando contra Wolverine en un ring de boxeo, donde es interpretado por el actor Kevin Durand con un traje grueso. El luchador "gigante" Gustav Claude Ouimet tuvo un cameo haciendo su debut como Blob en X-Men: Apocalipsis (2016).

## Historial de publicaciones
Creado por el escritor Stan Lee y el artista / coguionista Jack Kirby, apareció por primera vez en X-Men # 3 (enero de 1964).

## Biografía ficticia

### Primeros años
Nacido en Lubbock, Texas, Fred J. Dukes apareció por primera vez como miembro de un circo, dentro de un espectáculo, bajo el nombre de "The Blob" ("la Masa"). Él fue contactado por Charles Xavier a través de Cíclope, quien va a su encuentro y le dice que él es un mutante, y lo invita a unirse a los X-Men. En la mansión, los otros X-Men lo rechazan por su actitud desagradable. Cuando Xavier intenta borrar de su mente sus recuerdos desagradables, Blob se escapa de la mansión a pesar de los esfuerzos del equipo. A continuación, recluta a los miembros del circo y atacan a la Mansión X, ya que planea obtener la tecnología de los X-Men y tomar el control del mundo. Mientras tanto, Xavier trabaja en un dispositivo para que pueda borrar los recuerdos de muchas personas. Los miembros del circo tienen éxito en derrotar a los X-Men. A continuación, entran en la mansión para encontrar al Profesor y su tecnología. Xavier telepáticamente libera a los demás miembros del equipo. Xavier es capaz de borrar la mente de todos después de que los miembros del circo son detenidos por una pared de hielo, y Blob regresa al circo.

### Hermandad de mutantes malignos
Magneto busca a Blob para reclutarlo en su Hermandad de Mutantes Malignos, restaurando su memoria a través de un golpe en la cabeza. Al darse cuenta de que Magneto lo expone deliberadamente a una detonación de explosivos al combatir a los X-Men, Blob vuelve al circo. Más tarde, él se une con Unus el Intocable, que se convierte en su mejor amigo. Ellos se disfrazan de X-Men y cometen una serie de crímenes. Más tarde, Blob también sirve como un miembro de Factor Tres. y brevemente sirve como un agente para el Imperio Secreto, donde combate a Bestia. Más tarde, se alía con Magneto y la Hermandad para combatir al Profesor X y los Defenders. Én esa batalla, él fue devuelto a la infancia por el Alpha, el Máximo Mutante. Más adelante, el vuelve a la edad adulta y la lucha contra los Campeones de Los Ángeles.
Poco después, cae en prisión, de donde es rescatado por Mystique para reclutarlo a su nueva Hermandad. Se convierte en parte del complot para asesinar al Senador Robert Kelly, situación que es evitada por los X-Men, antes de que genere un futuro catastrófico. Él también combate a los Vengadores como miembro de la Hermandad. Con Unus, el combate contra el Hulk. Es testigo la aparente muerte de Unus, lo que le provoca una crisis y ataca a Spider-Man y Black Cat.
Él permanece con la Hermandad, convirtiéndose en un agente especial del gobierno federal, cuando la Hermandad se reforma con patrocinio del gobierno como Fuerza Libertad. En la primera misión del equipo, ellos a capturar a Magneto. A continuación, luchar contra los X-Men en San Francisco. Cuando la Hermandad persigue al joven mutante Rusty Collins, Blob enfrenta a X-Factor. Más tarde colabora en el intento de arrestar a los X-Men en Dallas. Cuando Mística abandona Fuerza Libertad al morir Destiny, Blob asume el liderazgo del grupo, pero cuando fracasan en liberar en el Golfo Pérsico a un periodista americano, el equipo se desintegra.
Blob es reclutado en la Tercera Hermandad de mutantes malignos por el Sapo, y combate contra Fuerza-X. Esta Hermandad también llegó a enfrentar a X-Factor, Spider-Man y los X-Men, pero se disolvió poco después. Blob protagonizó también un brutal combate con Strong Guy de X-Factor, encuentro que casi le cuesta la vida a ambos.
La entidad psíquica Onslaught, reclutó a Blob, incrementando sus poderes y habilidades. Durante este tiempo, Blob lucha contra los diversos miembros de Fuerza-X y es derrotado en cada encuentro.
Tiempo después, Blob se reunió con el Sapo, Mimic y Post y organizó una nueva Hermandad, que ayudó al Profesor Charles Xavier y a los X-Men a combatir a una versión maligna de la computadora Cerebro. Meses más tarde, Blob se reunió con una nueva Hermandad lidereada una vez más por Mystique, junto a Sapo, Sabretooth y Mente Maestra II (Martinique Jason).
Cuando Exodus recrea la Hermandad de Mutantes, Blob ofrece incorporarse, pero fue descartado rápidamente por Exodus, que lo considera inútil. Este es un gran golpe a la ya débil autoestima de Blob, por lo cual busca el consejo del terapeuta Sean Garrison. Después de una sesión, Blob ataca el Instituto Xavier y es derrotado por los esfuerzos combinados de los Nuevos Mutantes y los Hellions. Luego es detenido por S.H.I.E.L.D..

### Tras el Día-M
Debido a la reducción de poder de la Bruja Escarlata del 90% de los mutantes de la Tierra, Blob es uno de los miles que pierden su poder, aunque su epidermis no se reduce para compensar su pérdida de masa, dejándolo con enormes pliegues de piel suelta. El deprimido Blob intenta suicidarse, pero los pliegues de su piel le impiden atravesar los vasos sanguíneos principales de su garganta o muñecas.
Alguien que se parece al Blob es visto aprehendido por los Thunderbolts y visto en el Cuadrante de Detención del Castillo Plegable.
Más tarde, Blob reaparece como miembro de X-Cell, un grupo de mutantes despojados que culpa al gobierno por la pérdida de sus poderes, atacando a Mutant Town en desafío a la Disminución. Luego de meterse por error en una pelea con Rictor y Hombre Múltiple y obtener un golpe bajo en Rictor, robó un auto. Junto con su compañero de X-Cell, Fatale, trató de huir, finalmente golpeó un pozo de acceso abierto (dejado abierto más temprano ese día por Strong Guy y Wolfsbane) y causó que el auto se estrellara dejando a Blob colgando del auto. Cuando ambos se enfrentaron a Marrow, Blob fue expulsado del auto.
A través de medios desconocidos, Blob pierde el exceso de piel y su fortuna gira a su favor. Ahora conocido como Freddie Dukes, se convierte en un gurú de la pérdida de peso en Japón, y protagoniza una película filmada en San Francisco realizada por Kingo Sunen. Sin embargo, también se observa aliado con Magneto y el Alto Evolucionador.
Recientemente, Joseph, el clon de Magneto, resucitó en circunstancias desconocidas y formó una nueva Hermandad de Mutantes con Astra y versiones deformadas de Blob, Mente Maestra, Quicksilver, la Bruja Escarlata y Sapo. Pronto se revela que las versiones mutadas de la Hermandad (excepto Astra), son clones creados por Joseph.
En Uncanny X-Men # 16, Fred Dukes está trabajando con Mystique en Genosha y una vez más se muestra como muy obeso y parece que sus poderes han sido restaurados. Mystique le ha suministrado hormonas de crecimiento mutante (MGH) extraídas de Dazzler.

## Poderes y habilidades
La fisiología mutante de Blob le otorga una serie de ventajas. Tenía una fuerza sobrehumana, una resistencia y una gran resistencia a las lesiones físicas. La piel elástica y llorosa del Blob es difícil de penetrar con disparos, misiles e incluso las garras de Wolverine, aunque con suficiente fuerza y un ángulo favorable, las garras pueden lacerar su carne. En una ocasión, una ráfaga óptica concentrada disparada por Cyclops fue suficiente para perforar un agujero en su hombro, para sorpresa del propio Dukes. Las espadas mágicas tanto de Black Raazer como del Caballero Árabe pudieron hacerle daño.
También podría alterar su campo de gravedad monodireccional personal debajo de sí mismo para volverse virtualmente inamovible siempre que esté en contacto con el suelo, aunque una fuerza increíble puede desarraigarlo, junto con una parte de lo que sea que esté parado. Los únicos seres registrados que han podido mover a Blob en contra de sus deseos son Hulk, Juggernaut y Strong Guy (encendido cerca de su límite absorbiendo energía cinética), aunque Colossus ha logrado levantar a Dukes cavando bajo tierra y levantando el pedazo de tierra en el que se encuentra Dukes, declarando esto como una excepción a su inmovilidad. Magneto una vez pudo mover el Blob levantando el suelo debajo de los pies del Blob a través de tubos de metal. A pesar de su apariencia, la velocidad y agilidad del Blob son las de un hombre bastante atlético de estatura normal, un hecho que frecuentemente toma por sorpresa a sus oponentes.
La fuerza sobrehumana de Blob aumentó enormemente a lo largo de los años, de una manera similar a la de Thing. Se dice que esta mejora es el resultado de su mutación en curso.
El Blob es vulnerable a los ataques dirigidos a su rostro, ya que sus ojos, nariz, boca y oídos no tienen la misma protección que el resto de su cuerpo. Dukes también es susceptible a ataques psíquicos y manipulación psíquica, y puede quedar incapacitado por agresiones sensoriales; por ejemplo, Banshee pudo dejar inconsciente a Blob únicamente mediante el uso de su grito sónico. En otra ocasión, Sleepwalker derrotó a Blob usando vigas de deformación para envolver una viga de acero alrededor del villano, aplastando su grasa y causándole un gran dolor físico. Hulk una vez tomó el enfoque opuesto, dañando a Blob agarrando y estirando su flacidez. Si bien es prácticamente invulnerable a los ataques cinéticos directos, como puñetazos, patadas o disparos, es susceptible a conmociones cerebrales y otros daños resultantes de impactos suficientemente poderosos, ya que Daredevil lo noqueó atrayéndolo debajo de una campana enorme y luego dejándola caer sobre él con la ayuda de una joven mutante.
Dukes puede quedar incapacitado por beber alcohol, aunque debido a su inmensa masa, se requiere una gran cantidad de alcohol.

## Otras versiones

### Era de Apocalipsis
Blob aparece en la miniserie que celebró los 10 años de la Era de Apocalipsis, como parte de los experimentos genéticos de Bestia Oscura.

### Dinastía de M
Él es parte de la versión de Genosha de los Merodeadores.

### Ultimate Blob
Blob es parte de la Hermandad de Magneto, y un exmiembro del Proyecto Arma X. El también practica antropofagia como parte de su poder de aumentar masa.

## En otros medios

### Series de TV
- El inamovible Blob hace una pequeña aparición en Spider-Man and His Amazing Friends episodio "The Prison Plot". Donde fue uno de los mutantes que Magneto intenta liberar de la cárcel.

- Blob aparece como un miembro de La Hermandad de Mutantes de Magneto en el piloto animado de 1989 X-Men: Pryde of the X-Men con la voz de Alan Oppenheimer.

- Hizo varias apariciones en la serie animada X-Men como esbirro de Mystique.

- Una versión adolescente de Blob aparece en X-Men: Evolution, con la voz de Michael Dobson. Él es un matón y compañero de clase de los X-Men, su sobrepeso y problemas de temperamento le impedían tener amigos. Debido a eso, Jean Grey lo ayuda a adaptarse a la secundaria pero Blob malinterpreta su amistad y se enamora de ella, además de mostrar un gran odio contra Scott Summers. Loco de amor, secuestra a Jean cuando terminan las clases y la obliga a pasar el resto del día con él. Sin embargo los X-Men no tardan en descubrir lo que le sucedió a Jean y le siguen el rastro hasta una fábrica siderúrgica. Wolverine y Cíclope son los primeros en llegar a rescatar a Jean pero Blob los deja inconscientes rápidamente, luego Rogue aparece de imprevisto y derrota a Blob tomando prestado los poderes de Cíclope. Después de dicha introducción, aparecería regularmente en la serie como miembro de La Hermandad de Mutantes dirigida por Mystique. Al igual que en los cómics, Blob fue abordado por los X-Men primero para unirse a su equipo, pero se inclinó por Mystique. En el final de la serie, en la visión profética del futuro que tiene el Profesor Xavier, Blob junto con el resto de La Hermandad se une a la Fuerza Libertad de S.H.I.E.L.D.

- Blob también es parte de La Hermandad en la serie animada Wolverine and the X-Men.

### Cine
- Originalmente Blob aparecía en un guion viejo para la primera película de X-Men (2000) escrito por Andrew Kevin Walker en 1994. Pero fue eliminado antes de la producción.[33]

- En X-Men 2 (2003) solo hay una referencia al villano. Su nombre de pila está en la lista de mutantes que Mystique mira mientras revisa los archivos en la computadora de William Stryker.[34]

- Blob aparece por primera vez en X-Men Origins: Wolverine (2006) interpretado por Kevin Durand. Fred Dukes formó parte del Equipo X, compuesto por, James Howlett, Victor Creed, David North, Chris Bradley, John Wraith, y Wade Wilson bajo las órdenes de William Stryker. Seis años después de que el equipo se disuelve, Fred desarrolló un trastorno alimenticio y pasó de ser un musculoso y formidable soldado a volverse un mutante extremadamente obeso. Wraith ahora lo tiene en entrenamiento como boxeador para perder peso y le advierte a Logan que no se burle de su sobrepeso, pero Logan lo llama "Bob", tratando de ser simpático y Dukes lo malinterpreta como "Blob" (bola en español) y comienza a pelear con él. El enorme estómago profundo de Dukes absorbe el impacto de los golpes de Logan, dándole ventaja pero queda desorientado cuando aprieta a Logan con sus brazos e intenta darle un cabezazo en su cráneo reforzado con Adamantium, entonces Logan aprovecha y lo noquea fácilmente golpeándole la cabeza con el codo. Cuando despierta, Logan lo presiona para que le de las respuestas que busca y Dukes le dice que Creed y Stryker están trabajando juntos, capturando mutantes y experimentando con ellos, información que supuestamente conoció por el Agente Zero. En una escena eliminada incluida en el lanzamiento del DVD, Creed logra someter a Fred y lo interroga para obtener información sobre el paradero de Logan.

- Blob apareció por segunda vez en la película X-Men: Apocalipsis (2016), donde solo se lo vio como un peleador que fue vencido rápida y fácilmente por Warren Worthington III / Ángel quien era un luchador de jaula rebelde y violento. Al parecer esto es posible gracias a la línea de tiempo alterada que siguen las películas desde los eventos de X-Men: días del futuro pasado.

- Blob aparece en Deadpool & Wolverine (2024), interpretado por el luchador y baterista británico Mike Waters.[35]

### Videojuegos
- Blob realiza un cameo en un escenario del juego X-Men: Mutant Academy.
- Blob aparece como uno de los jefes en el juego X-Men: Arcade.
- Blob aparece como jefe del juego X-Men Legends.
- Blob es un personaje jugable en X-Men Legends II: Rise of Apocalypse.
- Blob está disponible como personaje en Lego Marvel Super Heroes.
- Blob aparece en el videojuego X-Men Origins: Wolverine lanzado en 2009.
- Blob está disponible como personaje en el videojuego Marvel Strike Force.